# Mittnachtbau

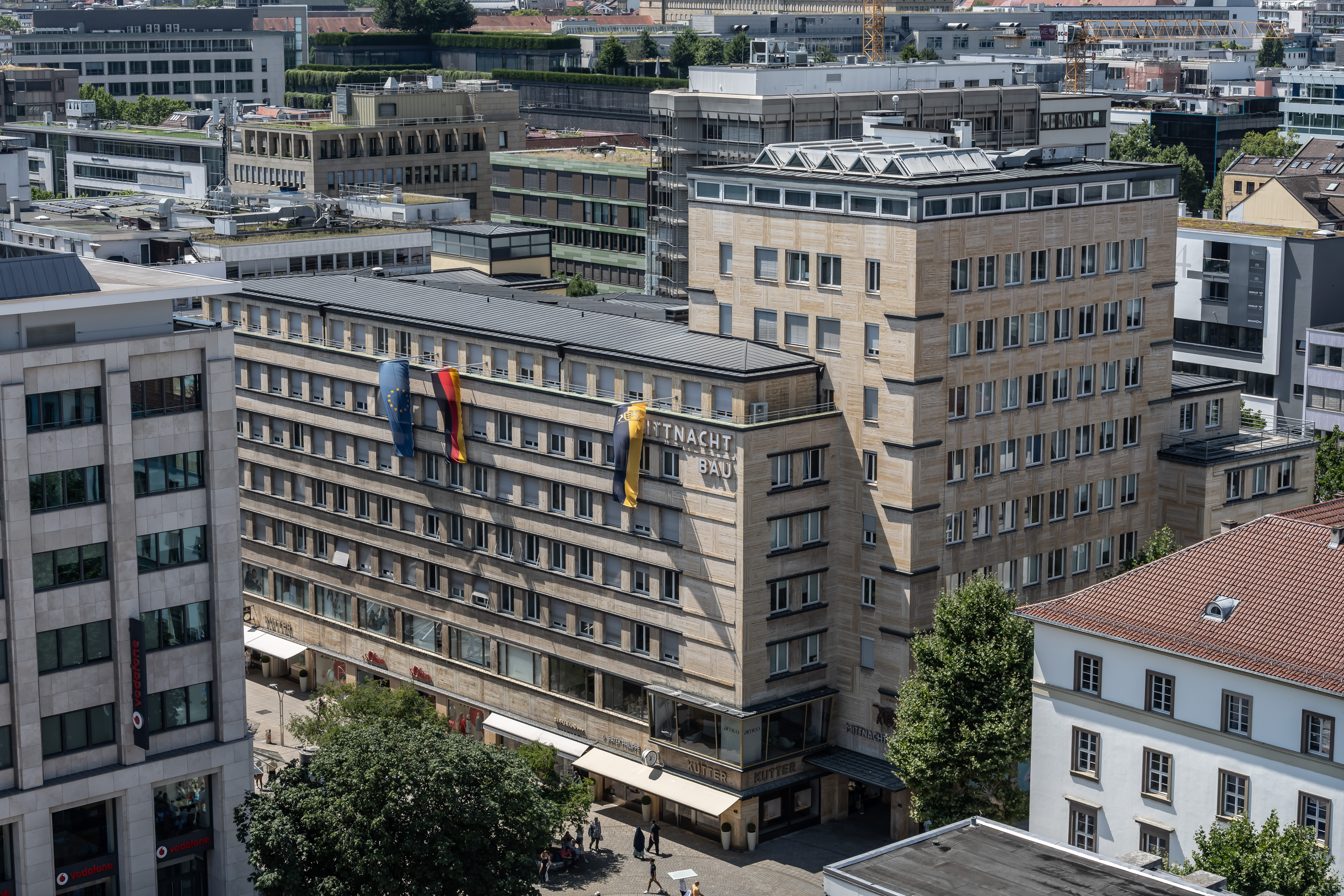
Mittnachtbau (2024)

Der Mittnachtbau ist ein Büro- und Geschäftshaus an der Königstraße 46 in Stuttgart.

## Mittnachtbau
Das Bauwerk an der Ecke Königstraße und Büchsenstraße wurde 1926 bis 1928 nach Plänen der Architekten Ludwig Eisenlohr junior und Oscar Pfennig erbaut, die 1925 einen Wettbewerb um die Gestaltung dieses Gebäudes gewonnen hatten. Die Stahlbetonkonstruktion wurde mit Platten aus Cannstatter Travertin verkleidet, der in Stuttgart auch am Hotel Graf Zeppelin und am Kunstgebäude verwendet wurde. Der Bau besteht aus zwei Baukörpern, einem sechsstöckigen Längsbau an der Königstraße und einem zehnstöckigen Hochbau an der Büchsenstraße. Die einzelnen Trakte umschließen einen Innenhof. Das Bauwerk, dessen Baustil zwischen Expressionismus und Neuer Sachlichkeit bzw. Neuem Bauen anzusiedeln ist, wurde nach Hermann von Mittnacht, dem ersten Ministerpräsidenten des Königreichs Württemberg, benannt und beherbergt heute das Ministerium für Wissenschaft, Forschung und Kunst Baden-Württemberg sowie eine Filiale der BB-Bank und mehrere Geschäfte. Von 1953 bis 1959 hatte der US-amerikanische Radiosender American Forces Network (AFN) hier sein Domizil.
Einen Dokumentarfilm über das Bauwerk erstellte Heinz Fischer im Jahr 1928. Im Zweiten Weltkrieg wurde das Gebäude beschädigt. Die Instandsetzung begann 1953. In den Jahren 2003 und 2004 wurde der Bau saniert.
Der Mittnachtbau ist mit den S-Bahn-Linien 1 bis 6 (Haltepunkt Stadtmitte) und diversen Stadtbahnlinien (Haltestelle Schlossplatz oder Rotebühlplatz) zu erreichen. Die Einfahrt zum Innenhof befindet sich in der Gymnasiumstraße.

## Vorgängerbauten

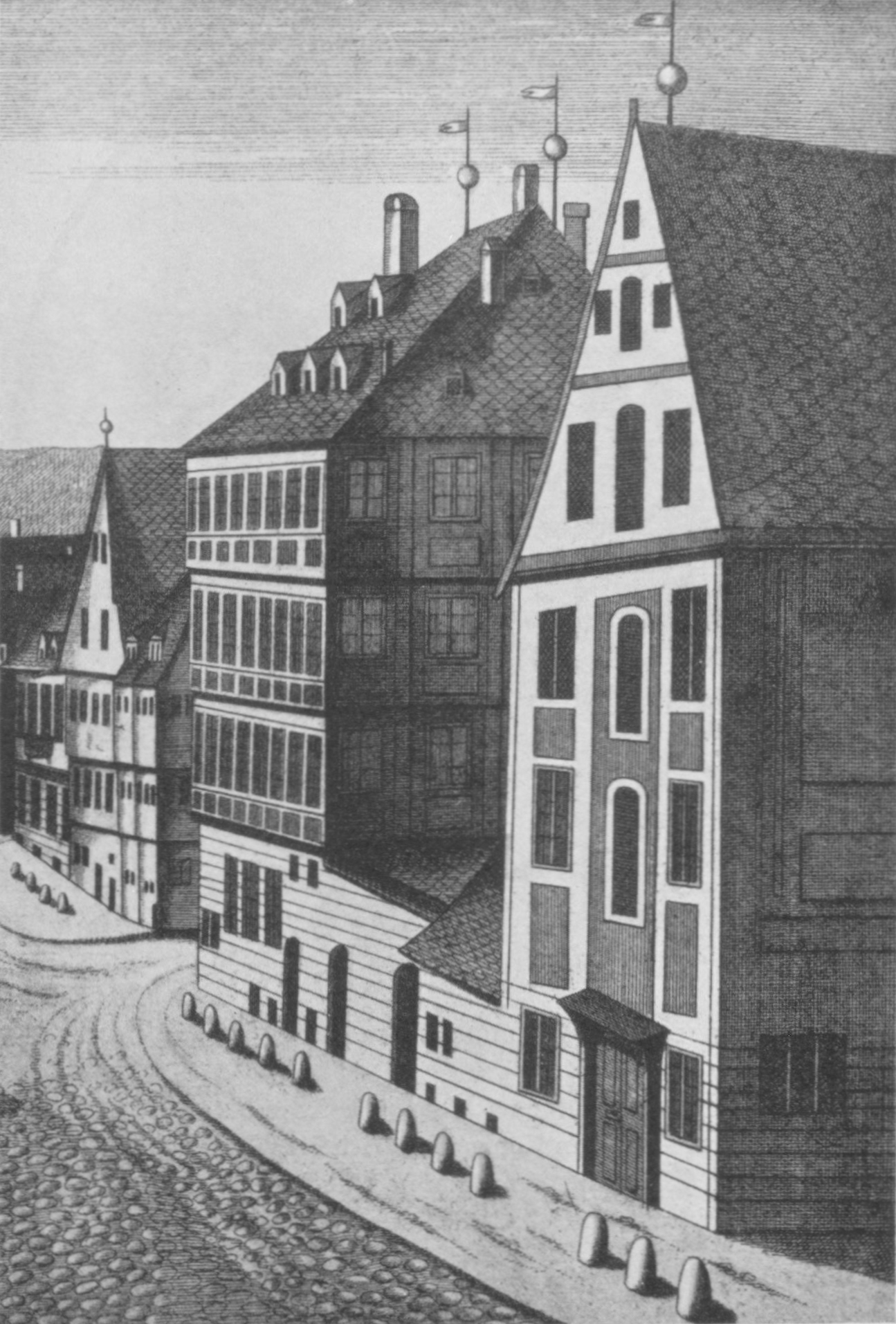
Hohenheimsches Palais, 1785.
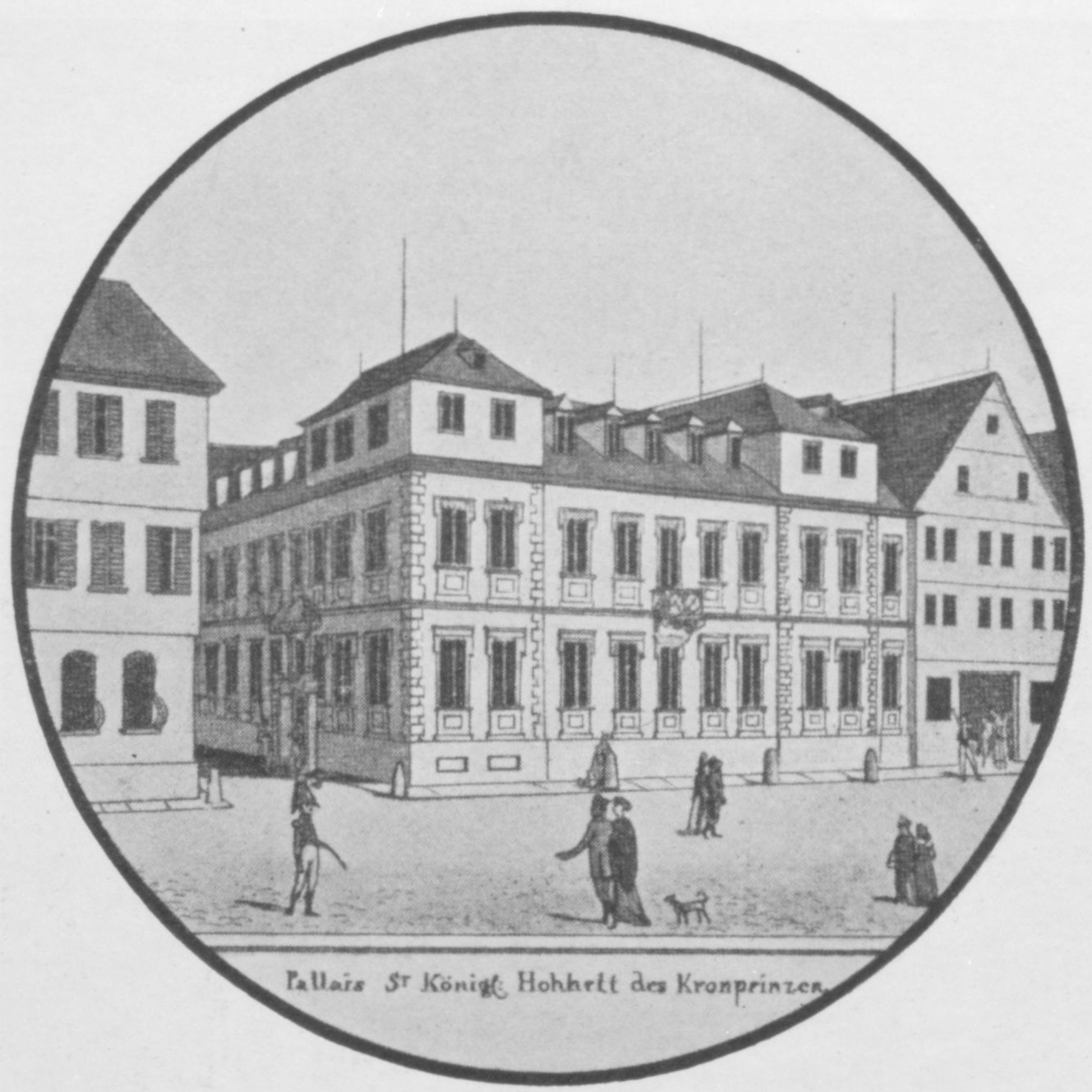
Herzoglich Erbprinzisches Haus, 1800.
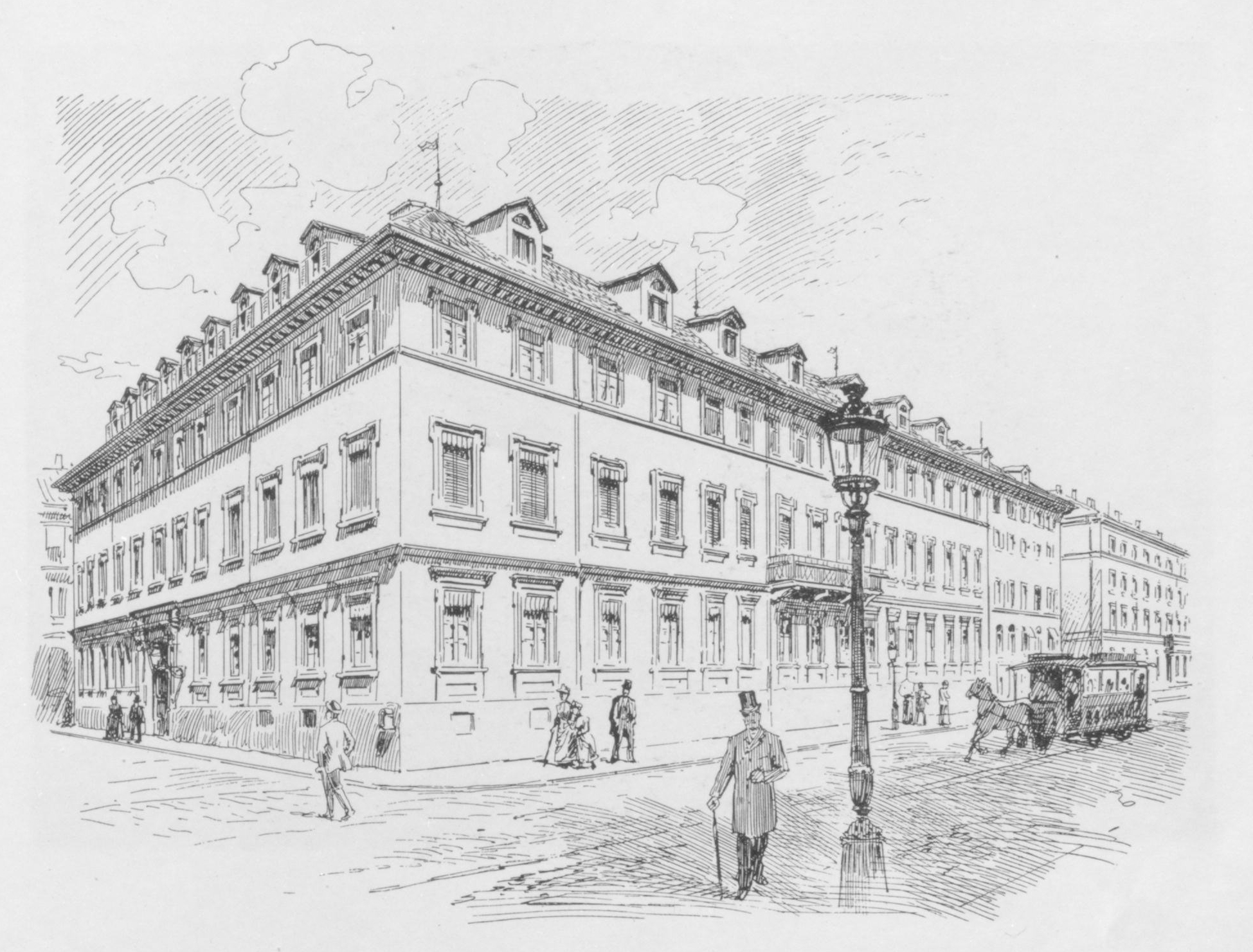
Königliches Staatsministerium, 1890.

An der Stelle des heutigen Mittnachtbaus ließ Herzog Eberhard Ludwig 1699 ein Gebäude für seinen Hofmarschall Johann Friedrich von Staffhorst (1653–1730) errichten. Es wurde von 1716 bis 1733 von dem Oberhofmarschall Wilhelm von Grävenitz, dem Bruder von Eberhard Ludwigs Mätresse  Wilhelmine von Würben-Grävenitz, bewohnt. Später erwarb Herzog Carl Eugen das Gebäude und schenkte es seinem Minister Friedrich Samuel Graf von Montmartin, der es neu aufführen ließ. Nach dessen Sturz 1773 schenkte Carl Eugen den Bau seiner Geliebten und späteren Ehefrau Franziska von Hohenheim, die das 1775 von Hofbaumeister Reinhard Ferdinand Heinrich Fischer hergerichtete Hohenheimsche Palais bis zum Tod des Herzogs 1793 bewohnte.
Danach diente das nunmehr bedeutend vergrößerte Gebäude ab 1795 als Herzogl. Erbprinzisches Haus dem Erbprinzen und späteren König Friedrich als Wohnsitz. 1807 wurde das Gebäude von Nikolaus Friedrich von Thouret umgebaut und 1808 von dem Kronprinzen und späteren König Wilhelm I. zusammen mit seiner ersten Frau Charlotte Auguste von Bayern als Kronprinzenpalais bezogen. Vor Wilhelms I. zweiter Vermählung mit der russischen Zarentochter Katharina wurde das Gebäude nach dem Ankauf der Nachbarhäuser wiederum von Thouret erheblich vergrößert. Nach der Thronbesteigung Wilhelms I. 1816 wurde der Bau zum Sitz des Auswärtigen Ministeriums, des Geheimen Rats und des Staatsministeriums, die ihn bis zum Umsturz 1918 innehatten. In das Nebengebäude an der Ecke Königstraße und Büchsenstraße zog die Königliche Hofbank ein.
1926 wurde das Erbprinzenpalais oder Alte Kronprinzenpalais zusammen mit der Hofbank abgerissen, um dem Mittnachtbau Platz zu machen. Der Thouret-Forscher Paul Faerber urteilte darüber: „Damit verschwand eines der geschichtlich interessantesten Gebäude Stuttgarts, das in seinen Anfängen ein Schauplatz wechsel- und ränkevoller Ereignisse aus einem der düstersten Kapitel der Landesgeschichte war und das in der zuletzt von Thouret geschaffenen Gestalt lange Zeit die rechte Seite der Königstraße beherrschte.“ Damit ereilte das Gebäude das gleiche Schicksal wie sein Nachfolgebau, das Kronprinzenpalais, das 1846–1850 an der Königstraße 32 erbaut wurde und nach dem Krieg, obwohl die Umfassungsmauern erhalten waren, abgerissen wurde, um den sogenannten Planiedurchbruch zu ermöglichen.